# Konventionsgården
Konventionsgården (norsk: Konvensjonsgården) er den almindeligt brugte betegnelse på den gamle administrationsbygning for Moss Jernværk i Moss. Bygningen blev påbegyndt i 1756 under Erik Anker, men blev først færdig under Jess Anker i 1778. I samtiden var bygningen også kendt for sin fine barokhave og vandkaskader.
I 1814 var bygningen hovedkvarter for den norske regering under krigen med Sverige og Mosskonventionen blev forhandlet og undertegnet der, deraf navnet.